# Soul Circus
Soul Circus è il quinto album di Victor Wooten ed è stato pubblicato nel 2005. Wooten, per la realizzazione di questo album, ha affermato di aver preso ispirazione dalla musica trasmessa dalle stazioni radiofoniche negli anni '70.

## Tracce
1. "Intro: Adam" (V. Wooten) – 0:09
2. "Victa" (Bootsy Collins, Future Man, V. Wooten) – 4:54
3. "Bass Tribute" (Future Man, V. Wooten) – 5:11
4. "Prayer" (MC Divinity, Saundra Williams, V. Wooten) – 5:47
5. "Natives" (V. Wooten) – 4:00
6. "Can't Hide Love" (Skip Scarborough) – 4:36
7. "Stay" (V. Wooten) – 4:56
8. "On and On" (Speech, Saundra Williams, V. Wooten) – 4:52
9. "Cell Phone" (Count Bass D, MC Divinity, V. Wooten) – 4:22
10. "Back To India" (Speech, V. Wooten) – 4:31
11. "Soul Circus" (V. Wooten) – 4:29
12. "Higher Law" (V. Wooten) – 4:34
13. "Take U There" (V. Wooten) – 0:28
14. "Ari's Eyes" (V. Wooten) – 4:59
15. "Outro: Kids" (Kalia Wooten, Adam Wooten, Arianna Wooten) – 0:08
16. "Bass Tribute (Reprise)" (V. Wooten) – 2:24

## Musicisti
- Victor Wooten - basso, programmazione ritmica, tastiere, voce, seconda voce, batteria elettronica, Sitar, contrabbasso, batteria, produzione
- Steve Bailey - basso, voce, basso fretless, basso acustico
- J.D. Blair - batteria
- Oteil Burbridge - voce
- Dennis Chambers - batteria
- T.H. Subash Chandran - ghatam, konnakol, vocal percussion, scacciapensieri, moorsing
- Alvin Chea- voce
- Jeff Coffin - sassofono
- Bootsy Collins - voce
- Count Bass D - rap
- John Cowan - voce
- Bill Dickens - voce
- Future Man- tastiere, voce
- Gary Grainger - voce
- Barry Green - trombone
- K. B. Ganesh Kumar - kanjira
- Keith Leblanc - voce
- Will Lee - basso, voce
- Howard Levy- armonica
- Raymond Massey - batteria
- Christian McBride - voce
- Rod McGaha - trumpet
- Bill Miller - flauto, shaker, tamburo a cornice
- Rhonda Smith - voce
- Speech - voce
- T. M. Stevens - basso, voce
- Kurt Storey - basso, voce
- Shawn "Thunder" Wallace - sassofono
- Saundra Williams - voce
- Holly Wooten- seconda voce
- Kaila Wooten - voce
- Regi Wooten - chitarra, chitarra classica
- Roy Wooten - cajón, box